# Tillus
Genre
Tillus est un genre de coléoptères de la famille des Cleridae.

## Liste des espèces en Europe
- Tillus elongatus (Linnaeus, 1758)
- Tillus flabellicornis Fairmaire, 1866
- Tillus ibericus Bahillo de la Puebla, Lopez-Colón & Garcia-Paris, 2003
- Tillus pallidipennis Bielz, 1850
- Tillus pectinicornis Abeille, 1892